# Советский район (Краснодарский край)
Сове́тский райо́н — административно-территориальная единица в составе Азово-Черноморского и Краснодарского краёв, существовавшая в 1934—1962 годах. Центр — станица Советская
Советский район был образован 28 декабря 1934 года в составе Азово-Черноморского края. В его состав вошли 5 сельсоветов: Бесскорбненский, Грязнушенский, Советский, Союз 5 хуторов и Стеблицкий.
13 сентября 1937 года Советский район вошёл в состав Краснодарского края.
28 апреля 1962 года Советский район был упразднён. Его территория в полном составе была передана в Новокубанский район.